# Bratčice (ort i Tjeckien, Södra Mähren)
Bratčice är en ort i Tjeckien.   Den ligger i regionen Södra Mähren, i den sydöstra delen av landet, 190 km sydost om huvudstaden Prag. Bratčice ligger 214 meter över havet och antalet invånare är 676.
Terrängen runt Bratčice är platt åt sydost, men åt nordväst är den kuperad. Runt Bratčice är det ganska tätbefolkat, med 120 invånare per kvadratkilometer. Närmaste större samhälle är Brno, 15,7 km norr om Bratčice. Trakten runt Bratčice består till största delen av jordbruksmark.